# Zanaki
Le zanaki est une langue bantoue parlée dans le district rural de Musoma de la région de Mara en Tanzanie.

## Écriture
Une orthographe zanaki a été dévelopée pour la traduction de l’évangile selon Matthieu, Amang’ana Mazomu Kyego Gandikire na Matayo, publiée par la British and Foreign Bible Society et l’American Bible Society en 1948. Cette orthographe distingue sept voyelles ‹ i ɩ e a o ʋ u ›.
En 2007 et 2008, des ateliers sont organisés pour développer une orthographe pour le zanaki, distinguant initiallement cinq voyelles ‹ i e a o u › et ensuite sept voyelles ‹ i ɨ e a o ʉ u ›. Après des années de travaux, une orthographe avec cinq voyelles est adoptée par le Zanaki Language Committee en 2019.